# 露辛达·布雷福特
《露辛达·布雷福特》（英語：Lucinda Brayford，1946）是澳大利亚作家马丁·博伊德的一部小说。

## 情节摘要
故事的主角是一个美丽女人，情节主要发生在墨尔本和英国，时间跨度从1900年代初到第二次世界大战。
露辛达·文出生于墨尔本的一个富裕家庭。內莉·梅爾巴出现在小说中，在露辛达的母亲举办的花园派对上唱歌，并被描述为拥有“世界上最可爱的声音”。露辛达拒绝了一位尊贵的家庭朋友托尼·达夫的爱，嫁给了总督风度翩翩的副官雨果·布雷福德。 第一次世界大战前夕，雨果带她去英国时，露辛达的轻松生活被艰辛所取代。 然后她意识到她的丈夫娶她只是为了钱，他有一个情妇。

## 改编作品
这部小说于1980年改编为电视迷你剧，由奥斯卡·惠特布莱德制作，约翰·高奇执导，克里夫·格林编剧，温迪·休斯饰演露辛达，山姆·尼尔饰演托尼·达夫。